# Natalja Sadowa
Natalja Iwanowna Sadowa (ros. Наталья Ивановна Садова; ur. 15 lipca 1972 w Gorkim) – rosyjska lekkoatletka specjalizująca się w rzucie dyskiem. W pierwszych latach kariery startowała w barwach Związku Radzieckiego.
Mistrzyni olimpijska z Aten (2004) oraz wicemistrzyni z Atlanty (1996). W roku 2000 uplasowała się na czwartym miejscu konkursu podczas Igrzysk Olimpijskich w Sydney. Srebrna (Helsinki 2005) i brązowa (Ateny 1997) medalistka mistrzostw świata. W 2001 w Edmonton wywalczyła złoty medal mistrzostw świata jednak po przeprowadzeniu badań została zdyskwalifikowana. Dwa razy zdobywała srebrne medale mistrzostw Europy – Budapeszt 1998 i Monachium 2002. Rekord życiowy: 70,02 m (13 czerwca 1999, Saloniki)
W maju 2006 testy wskazały u niej stosowanie sterydów anabolicznych. Została zawieszona na okres 7 lipca 2006 – 6 lipca 2008.
W 2008 wystąpiła w igrzyskach olimpijskich w Pekinie.
Jej córka – Wiktoria także uprawia rzut dyskiem.